# Šest procházek literárními lesy
Šest procházek literárními lesy je soubor přednášek prof. Umberta Eca pronesených roku 1993 na Harvardově univerzitě. Anglický originál Six walks in the fictional woods vyšel poprvé roku 1994 v Harvard University Press, český překlad byl vydán roku 1997 v nakladatelství Votobia.
Prof. Eco v nich rozebírá vztah mezi autorem, dílem a čtenářem v procesu tvorby a četby literárního díla. Zavádí pojmy jako empirický čtenář, modelový čtenář a modelový autor. Popisuje narativní strategie, kterými autor působí na čtenáře, aby jej přiměl k spolupráci nad dokončením díla (žádné umělecké dílo není samo o sobě hotové, něco zůstane nevyřčeno, je na čtenářově fantazii a kulturní vyspělosti, aby dílo bylo završeno). Zabývá se vztahem fikce a reality, spádem vyprávění, dvojúrovňovostí možného chápání textu. Eco demonstruje teoretické myšlenky na vybraných dílech světové literatury jako jsou Tři mušketýři od Dumase, Joyceův Odysseus, Sylvie od Gérarda de Nervala (nazývá ji jednou z největších knih, jaká kdy byla napsána), Dobrodružství Arthura Gordona Pyma od E. A. Poea, Hledání ztraceného času od Marcela Prousta aj. (včetně pohádek jako Červená Karkulka). Zmiňuje se i o svých románech Jméno růže a Foucaultovo kyvadlo. Na příkladě Protokolů siónských mudrců ukazuje, jak může fikce zpětně ovlivnit skutečnost, což je také jedna z ústředních myšlenek Foucaltova kyvadla.